# 北京新天地
北京新天地互动多媒体技术有限公司，简称北京新天地、新天地互动，是一家總部位於中華人民共和國北京市海淀区上地群英科技园的提供技術服務、銷售中介和投資管理的公司。現在為明天控股旗下子公司，是中國大陸資本集團「明天系」初期成立的公司之一。1997年到2004年期間主要業務為電腦遊戲發行。

## 歷史

### 投資管理業務
北京新天地是中國大陸肖建华主導的資本集團「明天系」最早成立的四家公司之一，公司於1997年6月2日成立，公司的法人為肖建华的堂弟肖卫华。北京新天地與其他「明天系」公司聯合行動對外投資和成立新公司，1998到1999年控制上市公司黄河化工（後改名明天科技），入股上市公司华资实业。1999年明天控股成立，2000年肖建华以明天控股為主導重整了「明天系」早期公司股權架構，8月以「天天科技有限公司」名義增資北京新天地，佔據北京新天地75%股份。2001年，北京新天地參股上市公司西水股份。2011年，北京新天地與其他「明天系」公司聯合持股新时代证券48%的股份。2012年7月，北京新天地和上海宜利实业、北京经证成立郁金香投资基金。2013年，北京新天地的九成股份轉為正元投资持有，而正元投资的主要投資人為明天控股。

### 電子遊戲業務
北京新天地是中國大陸最早發行遊戲的公司之一，遊戲業務早期程东胜負責，程东胜也擔任公司董事长兼总经理，遊戲業務總經理後來換成秦易。遊戲部門建立初期只有數人，辦公室位於黃莊附近，部門為發展定下了「穩扎穩打」和「質量第一」的原則，嚴格控制成本和確保質量。1997年北京新天地與想開拓中國大陸市場的維珍互動合作，推出第一款遊戲《97赛手》，並且首次在中國大陸採用國外的包裝方式，一改過去以簡陋的包裝發行作品的風格。1998年，北京新天地成功買斷Pyro Studios的處女作《盟军敢死队》的中國大陸發行權，同年乘著金盘电子關閉，接手《古墓丽影2》發行權，並和開發商Eidos保持良好的關係。1998年底配合《古墓丽影3》發行，北京新天地在中國大陸推出首次真人角色扮演活動「中国劳拉真人模特评选」。1999年，北京新天地將發行遊戲價格降低到50元人民幣，以擴大中國大陸的遊戲受眾，同時間接影響其他發行商將遊戲價格下降。
2000年由於北京新天地歐美合作開發商陷入低谷期，北京新天地的發行業務也受到影響。2001年北京新天地推出「日本潮」系列，專注發行日本遊戲，同年推出《永远的伊苏II》《新世纪福音战士：绫波育成计划》《秋之回憶》等六款日本遊戲。北京新天地在2002年的一次訪談中曾表示有參與網絡遊戲的想法，由於網絡遊戲的代理和營運成本高，加上北京新天地一直尋找不到合適的遊戲，所以沒有展開相關業務。
2003年發行的《盟军敢死队3：目标柏林》和《古墓丽影：黑暗天使》銷量不佳對北京新天地造成較大的衝擊。2004年全年北京新天地僅發行《四大名捕》和《海滨嘉年华》兩款作品。2005年元月，北京新天地取消遊戲發行業務，遊戲版權由北京娱乐通和星空娱动接手。

## 代理发行游戏
以下只記錄首次發行日期，不記錄二次發行如精裝版、普及版等
| 遊戲名稱                         | 發售日期       | 開發                            | 備註   |
| -------------------------------- | -------------- | ------------------------------- | ------ |
| 《97赛手》                       | 1997年         | Milestone                       | [ 6 ]  |
| 《双子星传奇2》                  | 1997年         | Adeline Software                | [ 13 ] |
| 《反抗》                         | 1997年         | The Logic Factory               | [ 13 ] |
| 《地球独立日》                   | 1997年         | Data Design Interactive         | [ 13 ] |
| 《欢乐大飞车》                   | 1997年         | Unique Development Studios      | [ 13 ] |
| 《断剑II：神秘的黑曜石》         | 1997年         | Revolution Software             | [ 13 ] |
| 《黑暗王座 II：命运守护神》      | 1997年         | 西木工作室                      | [ 13 ] |
| 《古墓丽影2》                    | 1998年         | Core Design                     | [ 13 ] |
| 《神话：堕落之神》               | 1998年         | Bungie                          | [ 13 ] |
| 《梦幻拉力》                     | 1998年         |                                 | [ 13 ] |
| 《银翼杀手》                     | 1998年         | 西木工作室                      | [ 13 ] |
| 《盟军敢死队：深入敌后》         | 1998年         | Pyro Studios                    | [ 13 ] |
| 《沙丘2000》                     | 1998年         | 西木工作室                      | [ 13 ] |
| 《古墓丽影III：劳拉的冒险》      | 1998年         | Core Design                     | [ 13 ] |
| 《盟军敢死队：使命召唤》         | 1999年3月      | Pyro Studios                    | [ 13 ] |
| 《魔法师传奇》                   | 1999年6月      | Mythos Games                    | [ 13 ] |
| 《战地2100》                     | 1999年8月      | Pumpkin Studios                 | [ 13 ] |
| 《虚拟人生》                     | 1999年9月      | 明日工作室                      | [ 13 ] |
| 《足球万岁》                     | 1999年         | Crimson Studio                  | [ 13 ] |
| 《过山车大亨》                   | 1999年10月     | Frontier Developments           | [ 13 ] |
| 《铁路大亨II》                   | 1999年12月     | PopTop Software                 | [ 13 ] |
| 《银色幻想》                     | 1999年12月     | Spiral House                    | [ 13 ] |
| 《古墓丽影》                     | 2000年1月      | Core Design                     | 千禧版 |
| 《雷神竞技场：精英版》           | 2000年1月      | id Software                     | [ 13 ] |
| 《天旋地转III》                  | 2000年1月      | Outrage Entertainment           | [ 13 ] |
| 《春秋英雄传》                   | 2000年3月      | 冈业科技                        | [ 13 ] |
| 《劲爆极限滑雪》                 | 2000年4月      | Housemarque                     | [ 13 ] |
| 《欢乐综艺王》                   | 2000年5月      |                                 | [ 13 ] |
| 《铁路大亨II》                   | 2000年6月      | PopTop Software                 | [ 13 ] |
| 《中华客栈》                     | 2000年8月      | 歡樂家庭                        | [ 13 ] |
| 《虚拟人生2》                    | 2000年9月      | 明日工作室                      | [ 13 ] |
| 《欢乐甲壳虫》                   | 2000年10月     | Xpiral                          | [ 13 ] |
| 《奇迹时代》                     | 2000年11月     | Triumph Studios、Epic MegaGames | [ 13 ] |
| 《灵魂使者》                     | 2000年12月     | Gremlin Interactive             | [ 13 ] |
| 《吸血鬼：假面舞会》             | 2001年2月26日  | Nihilistic Software             | [ 14 ] |
| 《黑暗王朝2》                    | 2001年3月16日  | Pandemic Studios                | [ 14 ] |
| 《命运战士》                     | 2001年3月29日  | Raven Software                  | [ 14 ] |
| 《古墓丽影：历代记》             | 2001年4月6日   | Core Design                     | [ 14 ] |
| 《小鸡快跑》                     | 2001年4月19日  | Blitz Games Studios             | [ 14 ] |
| 《呼啸战神》                     | 2001年4月25日  | Strategic Studies Group         | [ 14 ] |
| 《终极刺客：代号47》             | 2001年5月18日  | IO Interactive                  | [ 14 ] |
| 《秘密潜入》                     | 2001年5月28日  | Innerloop Studios               | [ 14 ] |
| 《赏金奇兵：西部通缉令》         | 2001年6月1日   | Spellbound Entertainment        | [ 14 ] |
| 《杀出重围》                     | 2001年6月6日   | 离子风暴                        | [ 14 ] |
| 《基因战士》                     | 2001年6月13日  | Computer Artworks               | [ 14 ] |
| 《英雄萨姆》                     | 2001年6月20日  | Croteam                         | [ 14 ] |
| 《永远的伊苏II》                 | 2001年7月13日  | 日本Falcom                      | [ 14 ] |
| 《异域镇魂曲》                   | 2001年7月25日  | 黑岛工作室                      | [ 14 ] |
| 《星际之门》                     | 2001年8月10日  | 离子风暴                        | [ 14 ] |
| 《太空城市》                     | 2001年8月17日  | Mucky Foot Productions          | [ 14 ] |
| 《蜡笔小新2》                    | 2001年8月28日  |                                 | [ 14 ] |
| 《英雄本色》                     | 2001年9月21日  | 綠美迪娛樂                      | [ 14 ] |
| 《盟军敢死队2：勇往直前》        | 2001年9月28日  | Pyro Studios                    | [ 14 ] |
| 《伊甸园计划》                   | 2001年10月31日 | Core Design                     | [ 14 ] |
| 《生死存亡》                     | 2001年11月16日 | Continuum Entertainment         | [ 14 ] |
| 《鬼屋魔影4》                    | 2001年11月21日 | Darkworks                       | [ 14 ] |
| 《新世纪福音战士：绫波育成计划》 | 2001年11月23日 | GAINAX                          | [ 14 ] |
| 《秋之回憶》                     | 2001年12月28日 | Kid                             | [ 14 ] |
| 《美人魚的季節》                 | 2001年12月31日 | Netvillage                      | [ 14 ] |
| 《夜行侦探：零》                 | 2002年1月20日  | C'S ware                        | [ 14 ] |
| 《夜行侦探：迷失者》             | 2002年2月8日   | C'S ware                        | [ 14 ] |
| 《双星物语》                     | 2002年5月      | 日本Falcom                      | [ 15 ] |
| 《七星魔法使》                   | 2002年6月      | 日本Falcom                      | [ 16 ] |
| 《圣界的奇迹》                   | 2002年9月      | EXE-Create                      | [ 17 ] |
| 《英雄传说IV 朱红的泪》          | 2002年8月      | 日本Falcom                      | [ 18 ] |
| 《四海兄弟：失落的天堂》         | 2002年10月8日  | Illusion Softworks              | [ 19 ] |
| 《罗剎》                         | 2002年12日     | 工畫堂工作室                    | [ 20 ] |
| 《盟军行动：抢滩前线》           | 2002年5月7日   | ScreamingGames                  | [ 21 ] |
| 《世界新秩序》                   | 2002年11月     | Termite Games                   | [ 22 ] |
| 《情归故里》                     | 2002年12月     | Alco Entertainment              | [ 23 ] |
| 《新铁路大亨》                   | 2003年1月8日   | 育碧                            | [ 24 ] |
| 《吸血迷情》                     | 2003年1月      | EXE-CREATE                      | [ 25 ] |
| 《秋之回忆2》                    | 2003年9月1日   | Kid                             | [ 26 ] |
| 《古墓丽影：黑暗天使》           | 2003年10月31日 | Core Design                     | [ 27 ] |
| 《成吉思汗》                     | 2003年12月     |                                 | [ 28 ] |
| 《梦之翼》                       | 2003年         | KID                             | [ 29 ] |
| 《天使小夜曲》                   | 2003年         | 工畫堂工作室                    | [ 29 ] |
| 《青蛇~法海恩仇录》              | 2003年         | 斯普软件                        | [ 29 ] |
| 《罗马执政官》                   | 2003年12月30日 | Pyro Studios                    | [ 30 ] |
| 《盟军敢死队3：目标柏林》        | 2004年3月18日  | Pyro Studios                    | [ 31 ] |
| 《四大名捕》                     | 2004年1月16日  | 第三波                          | [ 32 ] |
| 《海滨嘉年华》                   | 2004年7月      | Eidos                           | [ 33 ] |

## 外部連結
- 新浪專題：新天地互动